# I cannibali
I cannibali (eng. The Year of the Cannibals und international The Cannibals) ist ein italienisches Drama unter der Regie von Liliana Cavani. Inspiriert wurde der Film durch Sophokles’ Antigone. Der Film stand im Wettbewerb in der Directors’ Fortnight-Kategorie der Internationalen Filmfestspiele von Cannes 1970.

## Handlung
I Cannibali ist eine zeitgenössische Antigone-Adaption, die den Faschismus in die Gegenwart versetzt. In den Straßen, U-Bahnen und auf den Plätzen liegen unzählige Leichen. Passanten gehen vorüber oder steigen über sie hinweg, so als hätten sie nichts zu bedeuten. Die Toten sind Opfer eines gescheiterten Aufstandes und Drohung für dessen Sympathisanten: Es ist aufs Strengste verboten, sich um sie zu kümmern. Antigone möchte ihren Bruder finden und beerdigen. Ein fremder Mann, der eine unbekannte Sprache spricht, wird an das Meeresufer angespült und bietet seine Hilfe an. Zusammen versuchen sie, die Toten zu beerdigen, werden aber entdeckt und getötet. Trotzdem folgen andere junge Menschen ihrem Beispiel und versuchen, die anderen Toten zu beerdigen und trotzen der Regierung.

## Re-release
Eine restaurierte Version des Films wurde 2014 neu auf DVD und Blu-ray von Kino Lorber veröffentlicht.